# François Miville-Deschênes
Pour les articles homonymes, voir Miville et Deschênes.
François Miville-Deschênes est un dessinateur, scénariste et coloriste de bande dessinée québécois, né le 9 décembre 1969 à Bonaventure dans la Gaspésie–Îles-de-la-Madeleine.

## Biographie
En décembre 2020, il reçoit le prix Joe-Shuster du meilleur décembre pour Zaroff.

## Publications

### One shot
- Zaroff, Le Lombard, « Signé », 2019
Scénario : Sylvain Runberg - Dessin et couleurs : François Miville-Deschênes -  (ISBN 978-2-8036-7228-8) - Il s'agit d'une suite inédite du film Les Chasses du comte Zaroff.